# Étienne Rollet
Étienne Rollet, né en 1862 et décédé en 1937, est un ophtalmologue, anthropologue et professeur français, connu pour avoir utilisé le premier l'électroaimant géant pour extraire des corps étrangers dans la région orbito-oculaire.

## Biographie
Fils de Pierre Joseph Martin Rollet, professeur à la chaire d'hygiène à la création de la faculté de médecine et de pharmacie, et de Jeanne Marie Antoine (née Jullieron), Étienne Rollet devient externe des hôpitaux de Lyon entre 1882 et 1884, puis interne des Hôpitaux entre 1884 et 1888. Il obtient son titre de docteur et en 1896 il devient chirurgien des hôpitaux de Lyon, puis l'année suivante, chef du service de chirurgie et d'ophtalmologie,.
En 1905, à la mort du professeur Gayet, il est nommé professeur de clinique ophtalmologique à l'hôpital de la Croix-Rousse, poste qu'il gardera jusqu'à sa retraite en 1932,,.
Durant la Première Guerre mondiale, il est médecin colonel à l'hôpital militaire de Lyon, et en 1916, il est élevé au rang d'officier de la Légion d'honneur après avoir été fait chevalier en 1909.

## Travaux
En 1898, il publie son Traité d'ophtalmoscopie (Masson, Paris), donnant une nouvelle explication au déplacement parallactique. Il écrit par la suite pour l'Encyclopédie Française d'Ophtalmologie où il met notamment en avant le rôle du nez et des sinus dans les pathologies de l'orbite.
En 1916, il étudie avec Velter les cataractes traumatiques (Rapport de la Société d'Ophtalmologie de Paris). En 1926, il étudie le réflexe naso-oculaire et les troubles vaso-moteurs oculaires d'origine nasale, puis il décrit le syndrome de l'apex orbitaire.

## Sociétés
- Membre en 1892 puis secrétaire entre 1892 et 1937 de la Société nationale de médecine et des sciences médicales de Lyon[2]
- Membre titulaire en 1885, puis secrétaire en 1889, vice-président en 1900-1901 et enfin président en 1902 de la Société d'anthropologie de Lyon[2]
- Membre correspondant national de l'Académie nationale de médecine pour la division de chirurgie, entre 1925 et 1937[2]
- Membre de la Société d'ophtalmologie de Lyon[2]